# Яцентюк Віталій Григорович
Яцентюк Віталій Григорович — заслужений лікар України, вчений. 

## Біографія
Народився в селі Соболівка Шполянського району Черкаської області. Є одним із "Персоналії" с.Соболівка у  Вікіпедії.
У 1987 році закінчив Київський державний медичний інститут імені О.О. Богомольця за спеціальністю "Лікувальна справа".
У 1987-1994 - хірург Київської обласної клінічної лікарні.
У 1994-1996 - навчання в клінічній ординатурі на кафедрі факультутской хірургії в Українському медичному університеті імені О.О. Богомольця.
У 1996-2000 - хірург-колопроктолог проктологічного відділення Київської обласної клінічної лікарні.
У 2000-2006 - хірург-колопроктолог Київської міської клінічної лікарні № 1.
З 2006 року - завідувач хірургічним відділенням клінічної лікарні № 15 [Архівовано 13 липня 2020 у Wayback Machine.] Подільського району міста Києва.
У 2011 році отримав ступінь "Кандидат медичних наук". Спеціальність: Медичні науки. 14.01.03 - Хірургія Київ. Установа: Національна медична академія післядипломної освіти імені П. Л. Шупика (Київ) (2011р.) . Тема кандидатської дисертації: «Хірургічне лікування параколостомічних гриж з використанням алотрансплантанта».
Хірург вищої кваліфікаційної категорії, колопроктолог вищої кваліфікаційної категорії , .
У 2012 році Указом Президента України № 28/2012 присвоєно почесне звання «Заслужений лікар України».
2018 рік - спеціалізація з онкохірургії.

## Наукові інтереси
Сфера наукових інтересів - колопроктологія.
Професійні навички: абдомінальна хірургія, лапароскопічна хірургія, герніологія (лікування гриж) , колопроктологія (захворювання товстої кишки, прямої кишки, періанальної області), оперативна (лапароскопічна) гінекологія.

## Праці
Автор 15 наукових робіт і 7 патентів на винаходи.
За час професійної діяльності зроблено понад 5000 оперативних втручань.
- Праці:

1. Хірургічне лікування параколостомічних гриж з використанням алотрансплантату [Текст] : дис. ... канд. мед. наук : 14.01.03 / Яцентюк Віталій Григорович ; Нац. мед. акад. післядиплом. освіти ім. П. Л. Шупика. - К., 2011. - 165 арк. : рис., табл. - Бібліогр.: арк. 142-165. [Архівовано 13 липня 2020 у Wayback Machine.]
2. Хірургічне лікування параколостомічних гриж з використанням алотрансплантату [Текст] : автореф. дис. ... канд. мед. наук : 14.01.03 / Яцентюк Віталій Григорович ; Нац. мед. акад. післядиплом. освіти ім. П. Л. Шупика. - К., 2011. - 20 с. : табл.  [Архівовано 12 липня 2020 у Wayback Machine.]

- Наукова періодика:

1. Патогенетичне обґрунтування лікувальної тактики у разі гострої анальної тріщини / М. І. Тутченко, В. С. Андрієць, І. В. Клюзко, С. Ф. Марчук, В. Г. Яцентюк // Здоровье мужчины. - 2011. - № 1. - С. 22-25.  [Архівовано 12 липня 2020 у Wayback Machine.]

- Реферативна інформація:

1. Локалізація червоподібного відростка в грижовому мішку (2009)  [Архівовано 12 липня 2020 у Wayback Machine.]
2. Спосіб симультанної лапароскопічної холецистектомії та відкритої алопластики грижі живота (2009)
3. Превентивна алопластика у пацієнтів при симультанній патології органів черевної порожнини (2010)
4. Алопластика дефекту черевної стінки при ліквідації колостоми у пацієнтів з параколостомічною грижею (2011)
5. Хірургічне лікування параколостомічніх гриж з використанням алотрансплантату (2011)

- Патенти:

1. Спосіб хірургічного лікування цистоцеле [5]
2. Спосіб виконання алогерніопластики у пацієнтів з післяопераційною серединною і параколостомічною грижами живота
3. Спосіб алопластики параколостомічної грижі при ліквідації колостоми
4. Спосіб симультанної лапароскопічної холецистектомії і відкритої алопластики пупкової грижі або грижі білої лінії живота